# Carlos Almánzar
Carlos Almánzar es un polifacético presentador, cronista deportivo y locutor dominicano. Almánzar, nacido en 1960 en la ciudad de Santiago de los Caballeros, es más conocido por su larga trayectoria como coconductor en los programas del célebre humorista y presentador Freddy Beras-Goico. Actualmente, Almánzar es coconductor del programa deportivo "Revista deportiva" y se desempeña como editor deportivo de la página impactodeportivo.com.do del periodista Franklin Mirabal. Además trabaja como uno de los locutores deportivos en el programa "La Voz del Fanático" que se transmite por ESPN Radio.

## Carrera
En 1983, Almánzar inició su carrera como control máster para el canal de televisión Rahintel (luego pasaría a ser Antena 7 ). En 1984, es ascendido a lector de noticias donde permanece hasta finales de los 90. A principio de los noventa incursiona como presentador en el programa Super Revista de Domingo Bautista en un segmento junto a la fashionista Tita Hasbun, luego pasa a ser un programa independiente llamado "Informe x dos" por Telesistema 11.
En 1995, Beras-Goico lo incluye en su personal de copresentadores en su programa nocturno Punto Final (concomitantemente se desempeña como director de programación del recién creado canal de televisión CDN). En 1997, incursiona en la radio como analista artístico en el programa El metro de la 5 por la emisora La Rocka. En 1999, es contratado por la conductora Jatnna Tavarez para presentar segmentos antropológicos en su programa en Antena Latina.
En enero de 2007, Almánzar junto a los también periodistas deportivos Frank Camilo y el veterano Ricky Noboa coconduce "Revista deportiva", un programa de deporte (principalmente de béisbol) que transmite por el canal CDN.
En 2008, Almánzar vuelve a formar parte del personal de coconductores de los programas de Freddy Beras Goico, esta vez en Con Freddy y Punto, el último programa de Beras Goico antes de fallecer.
Almanzar también entra en el año 2017 a narrar béisbol de grandes ligas por la voz de las fuerzas Armadas junto al periodista deportivo Orlando Méndez. 